# The Spectator (Zeitschrift)
The Spectator ist eine wöchentlich erscheinende britische Zeitschrift für Politik und Kultur mit Sitz in London. Sie erscheint seit 1828 und ist damit das älteste noch existierende Magazin in englischer Sprache.
Die Zeitschrift gehörte ebenso wie die konservative Tageszeitung The Daily Telegraph und das Kunstmagazin Apollo der Press Holdings von David und Frederick Barclay. Herausgeber ist seit 2009 Fraser Nelson, der bereits für The Scotsman und The Times arbeitete. Unter seinen Vorgängern waren Iain Macleod, Nigel Lawson und Boris Johnson, allesamt Politiker der Conservative Party.
Zusätzlich zu den üblichen Berichten und Essays über Politik, Wirtschaft, Kunst, Musik und Bücher gibt es regelmäßige Sonderteile zu Essen und Trinken, Reisen und Luxusgütern. Seit 2008 wird auch eine australische Ausgabe verlegt. Eine US-amerikanische Ausgabe erschien seit 2018 zunächst nur als Webseite, seit 2019 auch als Printausgabe.
Die politische Ausrichtung des Spectator ist heute insgesamt eher konservativ; im 19. Jahrhundert unterstützte der Spectator noch die Whigs und deren Nachfolger im Parteiengefüge, die Liberal Party. Ende des 19. Jahrhunderts wurden jedoch zunehmend die Liberalen Unionisten unterstützt, die später mit der Konservativen Partei fusionierten. The Spectator ist EU-kritisch eingestellt und neigt eher den Atlantikern zu.
Der Investor Sir Paul Marshall übernahm die Zeitung im September 2024, der Kaufpreis betrug 100 Millionen Pfund.